# Erlöserkirche (Santiago de Chile)

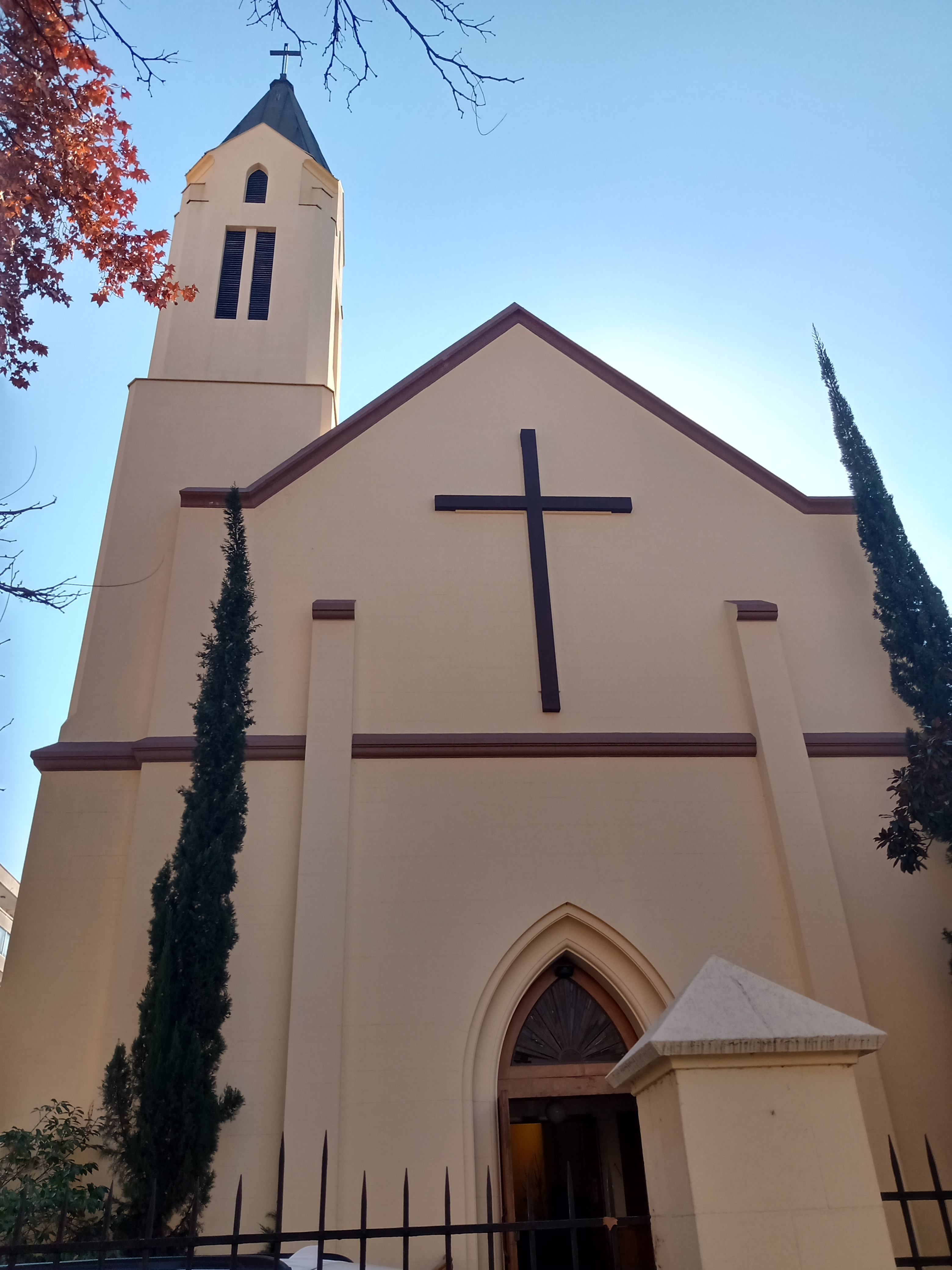
Kirchenfront

Die Lutherische Erlöserkirche (span. Iglesia Luterana El Redentor), auch bekannt als Lota-Kirche aufgrund ihrer Lage in der Lota-Straße, ist ein lutherisches Gotteshaus in der chilenischen Kommune Providencia in Santiago. Die Kirchengemeinde gehört zur Lutherischen Kirche in Chile (ILCH). Die Gottesdienste der Kirche werden auf Spanisch und Deutsch abgehalten.

## Geschichte
1884 reiste der deutsche Theologe Wilhelm Sluyter nach Santiago, um die in der Stadt lebenden Lutheraner, die in verschiedenen protestantischen Kirchen unterschiedlicher Herkunft und ohne deutschsprachige Liturgie verteilt waren, zu einer einheitlichen Gemeinde zusammenzuführen. Da sie keine eigene Kirche hatten, begannen sie, sich in den Räumlichkeiten der Deutschen Schule zu treffen, die sich damals im Zentrum der Stadt befand. Am 15. August 1886 wurde der erste Kirchengemeinderat der Evangelischen Kirchengemeinde in Santiago gebildet, wo Slutyer zum ersten Pfarrer ernannt wurde. Damals und bis zum Jahr 1925 war die römisch-katholische Kirche in Chile die offizielle Staatskirche und genoss bestimmte Privilegien, während anderen Religionsgemeinschaften Einschränkungen auferlegt waren. In diesem Kontext wurden die Lutheraner aufgefordert, ihre Liturgie und Aktivitäten in deutscher Sprache abzuhalten, um eine Bekehrung spanischsprachiger chilenischer Bürger zu verhindern. Zudem wurden sie als „Kirche der Ausländer“ kategorisiert. Später wurde in unmittelbarer Nähe zur Schule die erste Kapelle, genannt Christuskapelle, errichtet. Mit der Zeit wuchs die Mitgliederzahl der Gemeinde, wodurch der Bedarf an größeren Räumlichkeiten entstand. Nach der Schenkung eines Grundstücks für den Bau einer neuen Kirche wurde die Evangelisch-Lutherische Erlöserkirche am 27. August 1933 an ihrem heutigen Standort feierlich eingeweiht. Im folgenden Jahr wurde eine Walcker-Orgel aus Ludwigsburg gebracht. Die hölzerne Kruzifixfigur auf dem Altar wurde vom Bildhauer Peter Horn geschaffen.
2014 war die Erlöserkirche-Gemeinde die erste innerhalb der ILCH, die eine Pastorin ordiniert hat. Sie war Pfarrerin Hanna Schramm. Im April 2015 wurde der Dietrich-Bonhoeffer-Chor als Kirchenchor der Gemeinde gegründet.